# Andris Piebalgs
Andris Piebalgs, né le 17 septembre 1957 à Valmiera, alors en Union soviétique, est un homme politique letton, membre du parti Unité.
En 1990, il est nommé ministre de l'Éducation nationale du premier gouvernement de la Lettonie indépendante, puis est élu député à la Saeima trois ans plus tard. Il retourne neuf mois au gouvernement, comme ministre des Finances et Vice-Premier ministre, entre 1994 et 1995, puis est désigné ambassadeur.
Il revient à la vie politique lettonne en 2003, au poste de secrétaire d'État aux Affaires européennes, avant d'être choisi l'année suivante comme chef de cabinet de Sandra Kalniete, nouvelle commissaire européenne de nationalité lettonne. Il lui succède quelques mois plus tard, obtenant d'abord au portefeuille de l'Énergie, puis reçoit en 2010 celui du Développement, poste qu'il conserve jusqu'en 2014.

## Formation et carrière
Après avoir obtenu son diplôme de physique de l'université d'État de Lettonie en 1980, il occupe pendant huit ans un poste de professeur et de directeur d'une école secondaire de Valmiera. En 1988, il est en effet promu chef de département au ministère de l'Éducation de la République socialiste soviétique de Lettonie et le reste jusqu'en 1990.
Outre le letton, il parle couramment anglais, allemand, français et russe. Il a également des notions d'estonien.

## Vie politique
Après avoir fait partie du Parti communiste de l'Union soviétique (PCUS), il rejoint, à la fin des années 1980, le Front populaire de Lettonie (LTF), qui réclamait alors l'indépendance de la Lettonie.

### Les débuts: ministre, puis député
Le 18 mai 1990, deux semaines après la proclamation de l'indépendance, Andris Piebalgs devient ministre de l'Éducation nationale de Lettonie. Il rejoint en 1993 le parti de la Voie lettonne (LC), sous les couleurs duquel il est élu député au Saeima la même année. Il quitte le gouvernement le 3 août 1993 et se voit désigné dans le même temps président de la commission parlementaire du Budget et des Finances.

### Du ministère des Finances à la diplomatie
Il retourne au gouvernement en tant que Vice-Premier ministre et ministre des Finances dans la coalition gouvernementale dirigée par Māris Gailis, issu de la LC, mais démissionne le 25 mai 1995. Peu de temps après, il est choisi comme ambassadeur de Lettonie en Estonie, un poste qu'il occupe pendant deux ans, avant d'être désigné, en 1998, ambassadeur auprès de l'Union européenne.

### Secrétaire d'État puis à la Commission européenne
Nommé secrétaire d'État au ministère des Affaires étrangères, chargé des relations avec l'Union européenne, en 2003, il conduit le pays à l'adhésion l'année suivante. La première commissaire européenne de nationalité lettonne, et jusqu'à présent ministre des Affaires étrangères, Sandra Kalniete, nommée pour faire équipe avec le commissaire à l'Agriculture, Franz Fischler, en fait alors son chef de cabinet.
Quelques mois plus tard, dans le cadre du processus de formation de la nouvelle Commission européenne, il devient le chef de l'équipe chargé de préparer l'audition de la candidate de la Lettonie, Ingrīda Ūdre, appelée à remplacer Kalniete, qui s'est vu confier le portefeuille de la Fiscalité et de l'Union douanière. La candidature d'Ūdre est finalement retirée et le gouvernement letton le choisit comme nouveau candidat.

### Commissaire européen
Andris Piebalgs prend ses fonctions de commissaire européen à l'Énergie le 22 novembre 2004, et reste en poste jusqu'à la fin de son mandat, le 31 octobre 2009, après quoi il assure l'intérim. Bien que son parti, le Premier Parti de Lettonie/Voie lettonne (LPP/LC), ne soit plus membre du gouvernement, il est de nouveau choisi comme commissaire de nationalité lettonne et obtient alors le portefeuille du Développement. Il prête serment le 10 février 2010.